# Parti des travailleurs d'Espagne – Unité communiste

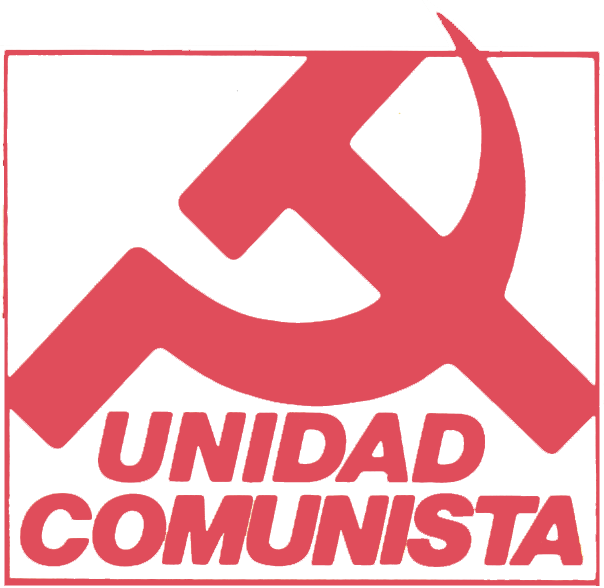
Symbole du PTE-UC

Le Parti des travailleurs d'Espagne – Unité communiste (PTE-UC, en espagnol Partido de los Trabajadores de España-Unidad Comunista) était un parti politique espagnol d’idéologie eurocommuniste.
Il fut fondé en 1985 par Santiago Carrillo et ses partisans après leur départ du Parti communiste d'Espagne.

## Histoire
En 1985, Santiago Carrillo est exclu du Parti communiste d’Espagne (PCE) dont il fut le secrétaire général entre 1960 et 1982. 

Le 9 octobre il crée avec ses partisans le Parti communiste d’Espagne (marxiste révolutionnaire) qui prendra ultérieurement le nom de Parti des travailleurs d’Espagne – Unité communiste (PTE-UC). 

Le 20 octobre se tient la première assemblée nationale du parti en présence de 1700 délégués.
Idéologiquement, ce nouveau parti reprend la ligne politique développée par Santiago Carrillo lorsqu’il était secrétaire général du PCE : prise de distance avec l’Union soviétique, abandon de la référence au marxisme-léninisme (le parti se contentant de la qualification de marxiste révolutionnaire) et eurocommunisme.
Aux élections générales de 1986, le parti présente pour la première fois des candidats et obtient 229 695 voix soit 1,14 % des suffrages.
En 1987, le PCE-UT totalise lors des élections municipales 185 104 voix et fait ainsi élire 179 conseillers, essentiellement en Andalousie. La même année il obtient 222 680 voix (1,16 %) aux élections européennes.
Les élections générales de 1989 sont un échec pour le PCE-UT puisqu’il ne rassemble que 86 257 voix soit 0,42 %. 

En octobre 1991, le PCE-UT tient son dernier congrès. Les mauvais résultats électoraux et l’effondrement du bloc soviétique (qu’Adolfo Pinedo, secrétaire général du parti, analyse comme « la fin du mouvement communiste international» ) amènent le PCE-UT et ses 8 000 membres à dissoudre l’organisation pour intégrer le PSOE en tant que courant interne sous le nom de Unidad de la Izquierda (Unité de la gauche). Santiago Carillo refuse, au nom de son passé de dirigeant communiste, d’intégrer le PSOE et décide de se retirer de la vie politique.

## Résultats électoraux
| Élections et date                      | Nombre de voix | %    | Élus            |
| -------------------------------------- | -------------- | ---- | --------------- |
| Élections générales espagnoles de 1986 | 229.695        | 1,14 | -               |
| Élections européennes de 1987          | 222.680        | 1,16 | -               |
| Élections municipales de 1987          | 185.104        | 0,95 | 179 conseillers |
| Élections européennes de 1989          | 197.095        | 1,24 | -               |
| Élections générales espagnoles de 1989 | 86.257         | 0,42 | -               |